# Cantone di Lago Agrio
Il cantone di Lago Agrio è un cantone dell'Ecuador che si trova nella provincia di Sucumbíos.
Il capoluogo del cantone è Nueva Loja.